# Bolesławice (powiat bolesławiecki)
Bolesławice (niem. Tillendorf) – wieś w Polsce położona w województwie dolnośląskim, w powiecie bolesławieckim, w gminie Bolesławiec.

## Położenie
Bolesławice to duża wieś łańcuchowa o długości około 6,2 km, leżąca wzdłuż lewego brzegu Bóbru, na wysokości około 180–190 m n.p.m. Od południa i zachodu miejscowość graniczy z Bolesławcem, częściowo stanowi jego dzielnicę. 

## Historia
Pierwotnie w tym miejscu istniał gród plemienny Bobrzan, a następnie do XIII wieku kasztelania piastowska. Pierwsza wzmianka o istnieniu wsi pochodzi z 1274 roku. W 1840 roku było tu 200 domów, w tym: folwark, kościół ewangelicki ze szkołą, kościół katolicki, 4 gospody i kamieniołom piaskowca, a wśród mieszkańców znajdowało się 28 różnych rzemieślników i 4 handlarzy. W 1864 roku w Bolesławicach były 172 domy, a wśród mieszkańców było: 18 kmieci, 36 zagrodników, 101 chałupników, 4 tkaczy, 28 różnych rzemieślników i 4 handlarzy. W lipcu 1945 w tutejszym folwarku Tillendorf miała miejsce eksplozja miny, zginęło wówczas sześć osób, wśród nich Bolesław Kubik, pierwszy burmistrz Bolesławca. W 1978 roku było tu 48 gospodarstw rolnych, w 1988 roku ich liczba wzrosła do 74.
W 1943 r. na robotach przebywał w miejscowości Kazimierz Kutz. Pracował w ogrodnictwie.
W latach 1954–1972 wieś należała i była siedzibą władz gromady Bolesławice. W latach 1975–1998 miejscowość należała administracyjnie do województwa jeleniogórskiego.

### Nazwa
Nazwa miejscowości wywodzi się od staropolskiego imienia męskiego Bolesław oznaczającego bardzo sławny.

## Zabytki
Na listę zabytków Narodowego Instytutu Dziedzictwa wpisane są:
- kościół parafialny pw. MB Różańcowej, ul. Ceramiczna 1 A, z XIV-XVI w.,
- cmentarz przy kościele, z XV-XVIII w.